# Mariascopia
Mariascopia is een geslacht van rechtvleugeligen uit de familie Proscopiidae. De wetenschappelijke naam van dit geslacht is voor het eerst geldig gepubliceerd in 2003 door Bentos-Pereira.

## Soorten
Het geslacht Mariascopia omvat de volgende soorten:
- Mariascopia elegans Bentos-Pereira, 2003
- Mariascopia guarani Bentos-Pereira, 2003
- Mariascopia ronderosi Bentos-Pereira, 2003